# Amata signata
Amata signata är en fjärilsart som beskrevs av Walker 1856. Amata signata ingår i släktet Amata och familjen björnspinnare. Inga underarter finns listade i Catalogue of Life.